# Коэн и Тейт
«Коэн и Тейт» (англ. Cohen And Tate) — американский кинофильм 1988 года, режиссёрский дебют Эрика Реда, написавшего сценарий фильма.

## Сюжет
Двух профессиональных убийц Коэна и Тейта отправляют выкрасть девятилетнего Трэвиса Найта. Мальчик находится в Оклахоме под защитой Федеральной программы США по защите свидетелей, потому что видел, как в Техасе убили местного мафиози, и техасская мафия хочет узнать у Трэвиса подробности убийства. Коэн и Тейт убивают родителей Трэвиса и охранявших их агентов, и теперь везут мальчика к работодателю в Хьюстон.
В дороге Трэвис прислушивается и присматривается к своим похитителям и постепенно узнаёт, что эти двое из себя представляют. Коэн — пресытившийся жизнью преступник в пожилых годах, в котором ещё осталось немного человечности, Тейт же — молодой психопат, заводящийся по поводу и без повода. Выясняется, что Коэн изначально хотел один похитить Трэвиса, но мафия, приняв во внимание его немолодой возраст, приставила к нему для помощи в напарники Тейта. В отличие от Коэна, который довольно спокойно общается с Трэвисом, Тейт постоянно грозится убить мальчика за неповиновение, чем вызывает гнев Коэна — им было приказано доставить мальчика живым и невредимым.
В какой-то момент Трэвису удается бежать и он попадает к полицейскому, которого позже Коэн убивает выстрелом в голову, и мальчик снова оказывается в руках похитителей. Затем по радио передают, что отец мальчика выжил, и полиция идет по следу преступников. Их пытаются задержать на блокпосту, но Коэн и Тейт угрожают убить мальчика, поэтому им дают уйти. Тейт крадет машину, избив водителя. Немного погодя Коэн останавливает машину возле почтового ящика. Он решает отправить все свои деньги жене, поскольку думает, что это дело может стать для него последним. Приглядываясь к похитителям, Трэвис понимает, что Коэн имеет влияние на Тейта, но последний в бешенстве от того, что Коэн не даёт ему убить мальчика (из-за попыток Трэвиса сбежать они в итоге сильно «засветились») и поэтому собирается убить Коэна.
Тревису удается наладить отношения с Коэном, но тут Тейт пытается застрелить Коэна, когда тот заснул за рулём. Мальчик криком будит Коэна, но Тейт отрицает обвинения. Сообразив, что их ссора может помочь ему выжить, Трэвис провоцирует Тейта ударить его, после чего Коэн выстреливает в Тейта и запихивает его тело в багажник. Через какое-то время у них лопается колесо и они заруливают на станцию местной нефтяной скважины. Когда Коэн открывает багажник, чтобы достать инструменты, на него неожиданно набрасывается оживший Тейт — он был в бронежилете. В дальнейшей потасовке в какой-то момент Коэн теряет свой слуховой аппарат. Трэвис находит его и, хотя он может использовать его как инструмент давления против Коэна, всё же отдаёт его ему. После этого Коэн убивает Тейта, загнав его выстрелами под домкрат масляного насоса, но перед этим Тейт успевает прострелить Коэну плечо.
Когда они добираются до Хьюстона, там уже засекают их машину. Коэн рассматривает возможность застрелить Трэвиса, но мальчик говорит, что тот не сможет это сделать. В конечном итоге они наталкиваются на блокпост и оказываются в окружении. Прижимая к себе Трэвиса (рука мальчика прикована наручниками к руке Коэна) Коэн, ослабевший от ран, спрашивает, сколько Трэвису лет. Тот отвечает, что ему только девять, на что Коэн, глядя в небо и отказываясь верить, что ему, матёрому преступнику, в итоге не удалось справиться с маленьким мальчиком, говорит только «Ну надо же», после чего выстреливает себе в горло и мгновенно умирает (был снят, но вырезан при монтаже дополнительный финальный момент, где сразу после этого к Трэвису подбегает его отец и они обнимаются, хотя рука мальчика всё ещё прикована к мёртвому Коэну).

## В ролях
- Рой Шайдер — Коэн
- Адам Болдуин — Тейт
- Харли Кросс — Тревис Найт
- Купер Хукаби — Джефф Найт
- Сюзанн Савой — Марта Найт
- Марко Перелла — агент ФБР Джордж
- Том Кампителли — агент ФБР Фред
- Энди Гилл — агент ФБР Рой

## Создатели фильма
- Режиссёр — Эрик Ред
- Авторы сценария — Эрик Ред
- Продюсеры — Энтони Руфус Исаак, Джефф Янг
- Редактор — Эдвард Эбромс
- Композитор — Билл Конти
- Оператор — Виктор Дж. Кемпер

## История проката

### Даты премьер
Даты приведены в соответствии с данными IMDb.
- Испания — 12 октября 1988 (премьерный показ на фестивале в Сиджесе)
- США — 27 января 1989
- Швеция — 19 мая 1989
- Япония — 24 марта 1990
- Турция — май 1990